# Coccostroma trattinickiae
Coccostroma trattinickiae är en svampart som beskrevs av Viégas 1946. Coccostroma trattinickiae ingår i släktet Coccostroma och familjen Phyllachoraceae.   Inga underarter finns listade i Catalogue of Life.